# Encephalartos manikensis
Encephalartos manikensis (Gilliland) Gilliland, 1939 è una pianta appartenente alla famiglia delle Zamiaceae, diffusa in Zimbabwe e Mozambico.

## Descrizione

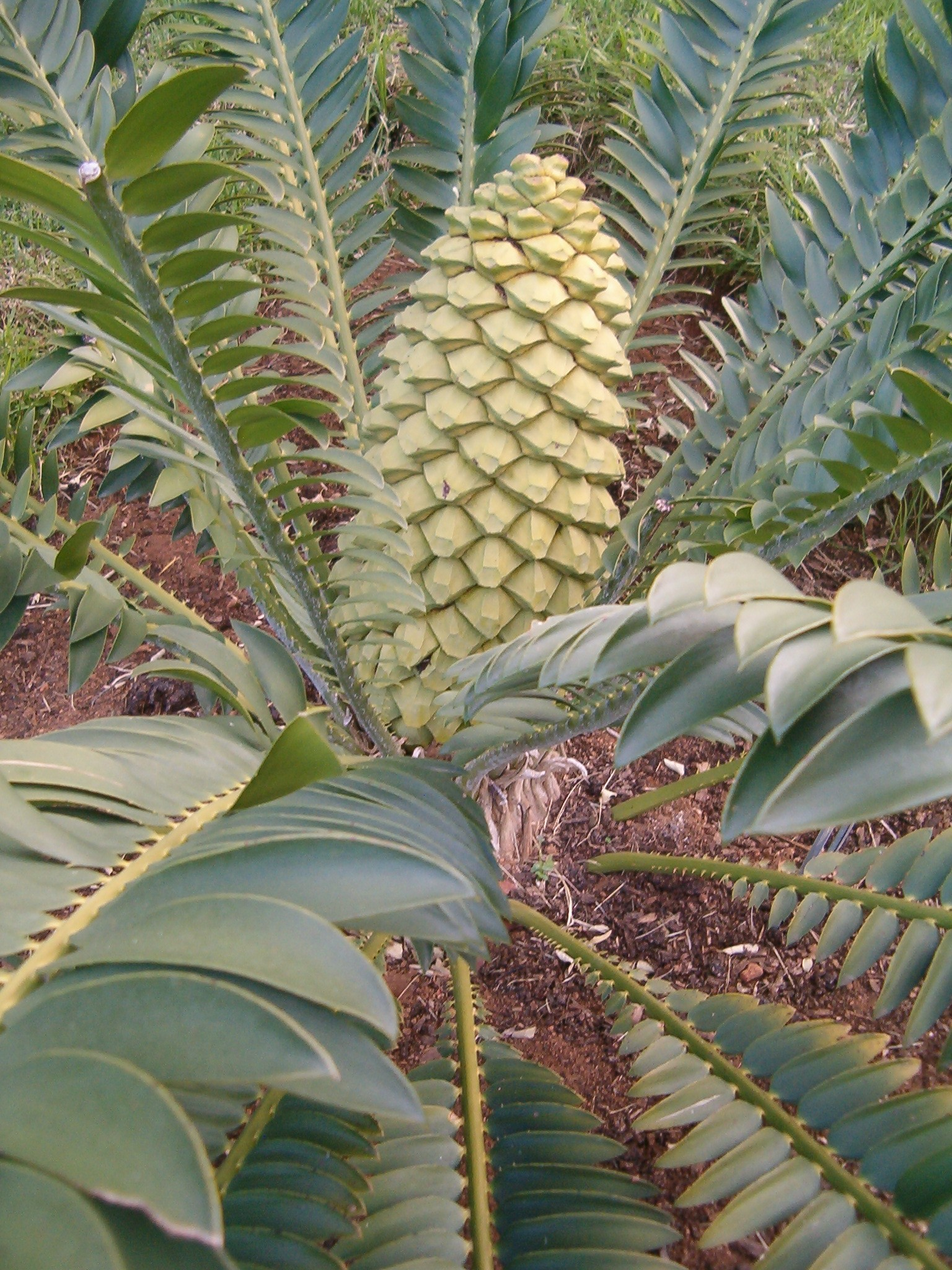
Cono maschile

È una cicade a portamento arborescente, con fusto alto sino a 1,5 m, talora con fusti secondari che si originano da polloni basali.

Le foglie, pennate, disposte a corona all'apice del fusto, sono lunghe 1–2 m, sorrette da un picciolo lungo 5–6 cm, e composte da circa 60 paia di foglioline lanceolate, talora con 1-2 spine sul margine superiore e inferiore, inserite sul rachide con un angolo di 180°, ridotte a spine verso il picciolo.

È una specie dioica, con esemplari maschili che presentano da 1 a 4 coni cilindrico-ovoidali, eretti, lunghi 25–65 cm e larghi 15–22 cm, di colore verde chiaro, ed esemplari femminili con 1-2 coni ovoidali, lunghi 30–45 cm e larghi 20–25 cm,

I semi sono grossolanamente ovoidali, lunghi 3–5 cm, ricoperti da un tegumento rosso brillante.

## Distribuzione e habitat
La specie è diffusa in Zimbabwe e Mozambico, in prevalenza sugli altipiani del Mapande Range.
Solitamente cresce su pendii erbosi nelle valli fluviali dei fiumi, in particolare lungo il corso dei fiumi Odzi, Garezi e Pungwe, ad altitudini comprese tra 600 e 1400 m s.l.m..

## Conservazione
La IUCN Red List classifica E. manikensis come specie vulnerabile. Alcune popolazioni sono andate incontro ad estinzione locale, per l'eccesso di raccolta a fini di commercio per il collezionismo.

La specie è inserita nella Appendice I della Convention on International Trade of Endangered Species (CITES)